# Pontus Segerström
Pontus Hans Segerström, né le 17 février 1981 à Stockholm et mort le 13 octobre 2014 dans la même ville, était un footballeur suédois jouant au poste de défenseur. 

## Biographie
Il décède d'une tumeur au cerveau moins de trois mois après avoir disputé son dernier match avec IF Brommapojkarna, en préliminaire de Ligue Europa, match au cours duquel il porte le brassard de capitaine.

## Palmarès
- Championnat de Norvège:
  - Champion : 2008 avec le Stabæk Fotball